# Sasha Pivovarova
Pour les articles homonymes, voir Pivovarova.
Sasha Pivovarova est un mannequin russe née le 21 janvier 1985 à Moscou.

## Biographie
Sasha Pivovarova commence le mannequinat en 2005 lorsqu'un ami photographe envoie des photos d'elle à l'agence IMG. Elle ouvre et clôture ensuite son premier show, Prada, ce qui la propulse presque immédiatement au rang de top model. Elle est l'égérie de Prada, autant pour le parfum que pour les vêtements, durant plusieurs saisons.
Au cours de sa carrière, elle défile pour plusieurs marques telles Dior, Chanel, Valentino ou Elie Saab et est sous l'objectif de Craig McDean, Bruce Weber ou Peter Lindbergh.
Elle pose également en couverture de nombreux magazines comme le Vogue, L'Officiel de la mode, Madame Figaro, Numéro, Cosmopolitan, W, Allure, Marie Claire et i-D.
Hormis la mode, c'est une artiste. Dans sa maison de Brooklyn, qui est aussi un studio d'art, elle peint et dessine.
En 2007, elle figure en couverture du Vogue américain de mai (qui a pour titre The World's Next Top Models) avec Doutzen Kroes, Caroline Trentini, Raquel Zimmermann, Coco Rocha, Agyness Deyn, Lily Donaldson, Hilary Rhoda, Chanel Iman  et Jessica Stam.
Elle pose pour le calendrier Pirelli de 2008, photographiée par Patrick Demarchelier.
En 2009, elle est la nouvelle égérie de la marque Biotherm.
Blonde aux yeux bleus, elle possède une moue enfantine et romantique qui se rapproche un peu de celle de Gemma Ward, mannequin avec qui elle est souvent comparée car elles possèdent toutes les deux des visages particuliers, avec du caractère.
Dessinatrice de talent, elle collabore avec Karl Lagerfeld pour illustrer un livre sur les contes de fées russes. Sur la même thématique, elle a créé une collection capsule pour Gap Body disponible en décembre 2011.
En 2011, elle fait une brève apparition dans le film Time Out.
En 2012, elle apparaît dans la publicité du parfum Black XS L'Excès de Paco Rabanne, avec le mannequin Nick Rae et Iggy Pop.
En 2013, elle est le visage du parfum Elle L'aime de Lolita Lempicka.

### Ses campagnes publicitaires
Alberta Ferretti, Armani (cosmétiques), Biotherm, Chanel, Gap, Giorgio Armani, H&M, Hugo by Hugo Boss, John Galliano, Juicy Couture (Parfum Viva La Juicy), Just Cavalli, Kenzo, Longchamp, Miu Miu, Moncler, Mulberry (en), Paul & Joe, Prada, Pringle of Scotland, Rag & Bone, Tiffany & Co., Uniqlo, Zara et d'autres.

## Vie privée
Sasha Pivovarova est mariée à Igor Vishnyakov, un photographe russe.
En mai 2012, elle donne naissance à une fille prénommée Mia Isis. En novembre 2019, elle a une deuxième fille appelée Sofia.